# Планинца (Шентюр)
Планинца (словен. Planinca) — поселення в общині Шентюр, Савинський регіон, Словенія. 
Висота над рівнем моря: 371 м.